# Leohito
Leohito (Leohitu, Leo-Hito, Leo-Hutu) ist ein osttimoresischer Suco im Verwaltungsamt Balibo (Gemeinde Bobonaro).

## Geographie
Der Suco Leohito liegt im Südosten des Verwaltungsamt Balibo. Im Norden grenzt er an den Suco Leolima, im Westen an den Suco Balibo Vila und im Südwesten an den Suco Cowa. Jenseits des Flusses Talau, der im späteren Verlauf Taipui heißt, liegt im Südosten das indonesische Westtimor. Der Fluss fließt in Nordostrichtung und trifft dort auf den Fluss Malibaca. Ab hier schwenkt der Fluss als Nunura nach Norden. Am Zusammenfluss treffen Indonesien und Leohito auf den Suco Tapo/Memo (Verwaltungsamt Maliana).
Leohito hat eine Fläche von 40,55 km² und teilt sich in die fünf Aldeias Aiasa (Ai-Assa), Faloai (Falo Ai, Falahai, Faluai), Ferik Katuas (Feric Catuas, Ferikatuas, deutsch „alte Ehefrauen“), Mohak (Mohac) und Rai Ulun.
Der Sitz des Sucos befindet sich im Ort Mohak 1, der deswegen auch Leohito genannt wird. Mohak 2 liegt östlich davon und Mohak 3 nordöstlich. Weiter nach Norden folgen die Orte Ferik Katuas 1 (Wiwik), Ferik Katuas 2, Ualeten, Fauk, Kamileten, Aiasa und am Ufer des Talaus Mauleo. Ebenfalls nahe dem Talau befindet sich im Osten der Weiler Beremanu. Im Südwesten liegen die Siedlungen Faloai (Besakren), Nuren, Remian, Rai Ulun und Derok Ren (Derokren, Deroc Ren). Entlang der Straße, die durch Oepauk führt, verläuft die Grenze zu Cowa und teilt den Ort so in zwei Hälften. Bis zur Verwaltungsreform 2015 verlief die Grenze noch quer durch die Siedlung. Das Dorf Nalametan kam 2015 von Leohito zu Balibo Vila.
Nur einfache, kleine Straßen verbinden die Ortschaften mit der Außenwelt. Grundschulen gibt es in Mohak 1, Aiasa, Derok Ren und Ferik Katuas 1. In Mohak 1 befinden sich ein Hospital und eine Kapelle. Die Unidade de Patrulhamento de Fronteira (UPF), die Grenzpolizei, hat Stützpunkte in Mohak 1, östlich von Faloai und südlich von Derok Ren.
Das Mobusa Wasserreservoir am Fluss Talau (Lage) dient zur Versorgung von Leohito und des indonesischen Dorfes Asumanu. Es wurde während der Besatzungszeit 1991 gebaut. Als 2006 eine Restaurierung des Reservoirs nötig wurde, arbeiteten beide Länder an diesem Projekt gemeinsam, was als Musterbeispiel der nachbarschaftlichen Zusammenarbeit über die Grenze hinweg gilt.
Bei Mohak 1 bildet der Tishun (Tisun), ein kleiner Nebenfluss des Talau, den Tishun-Wasserfall (Lage). Berge im Suco sind unter anderem der Fatulakiki (Lage), der Fatofera (Lage), der Taruik Fatumandiri (Lage), der Taruik Sese (Lage), der Foho Ata (Lage) und der Foho Aiasa (Lage). Diese Erhebungen bilden eine Kette, die sich etwas abseits des Talau erhebt und erreichen aber bis auf dem Fatulakiki keine 500 m. Westlich von ihnen steigt das Land allgemein auf über 500 m. Ein Berg hier ist der Nualain (Lage), der mit seinem Gipfel aber noch immer unterhalb der Meereshöhen an der Westgrenze liegt. An der Grenze zu Balibo Vila liegt der Taruik Aidele.

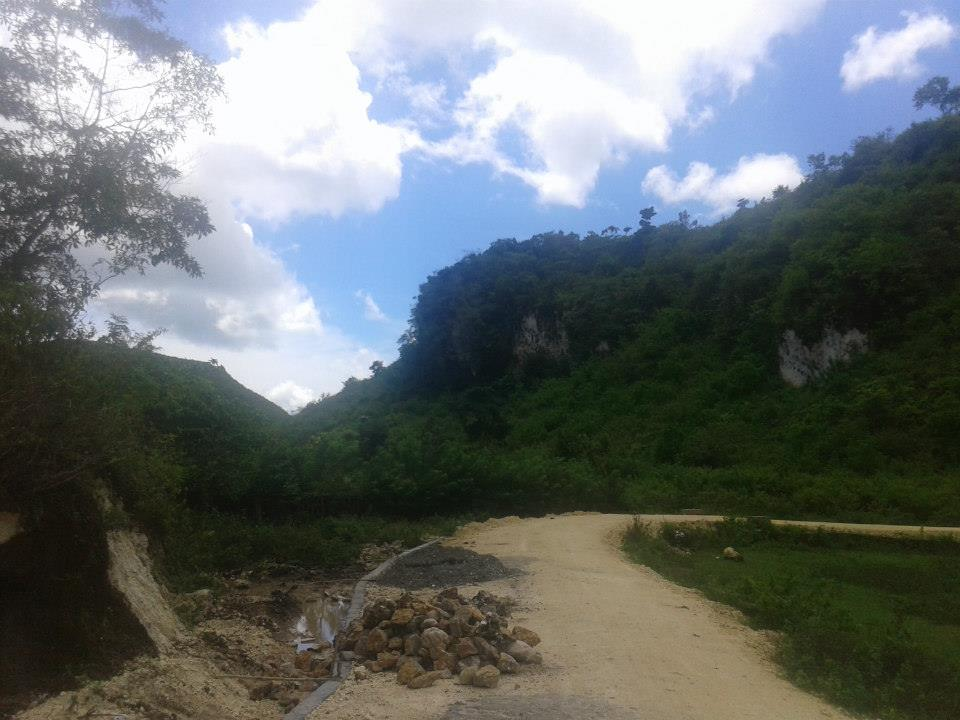
Straße in Leohito
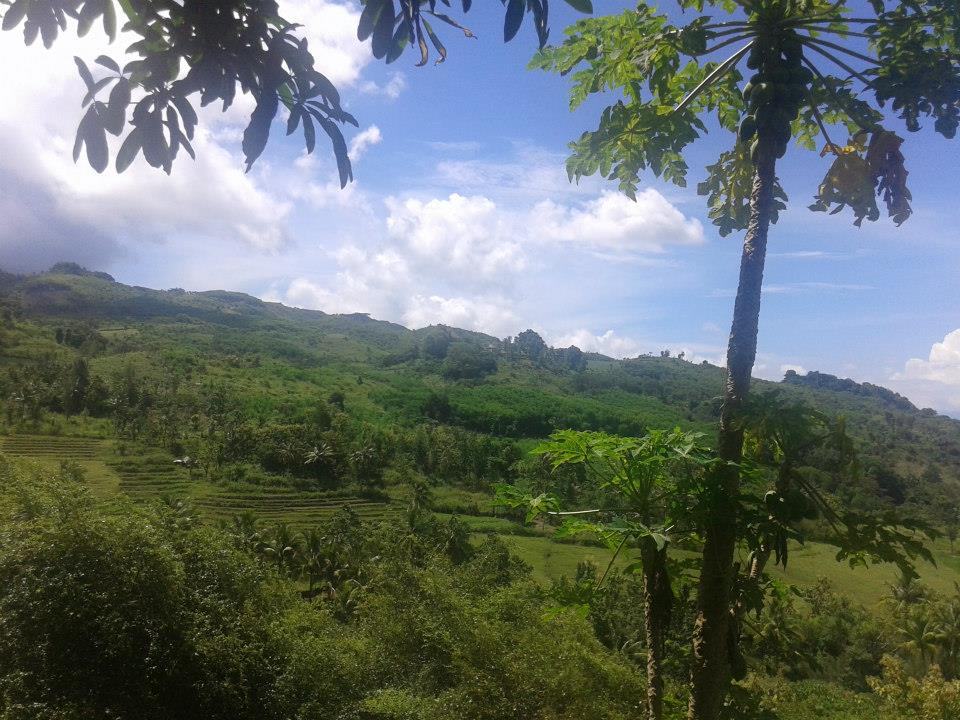
An der Straße bei Faloai
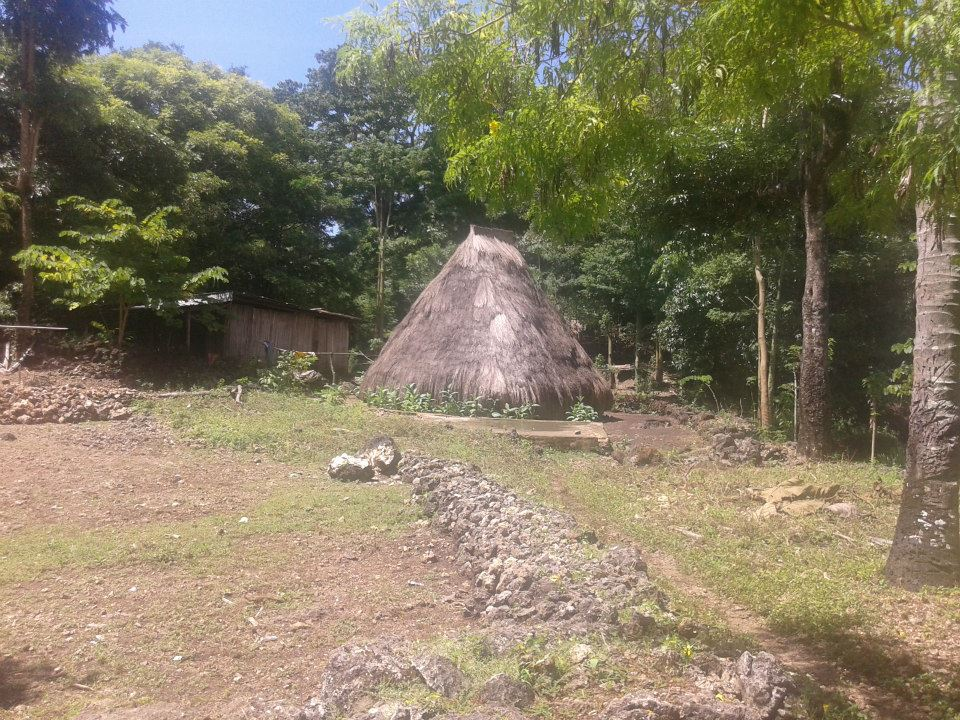
Heiliges Haus von Leohito
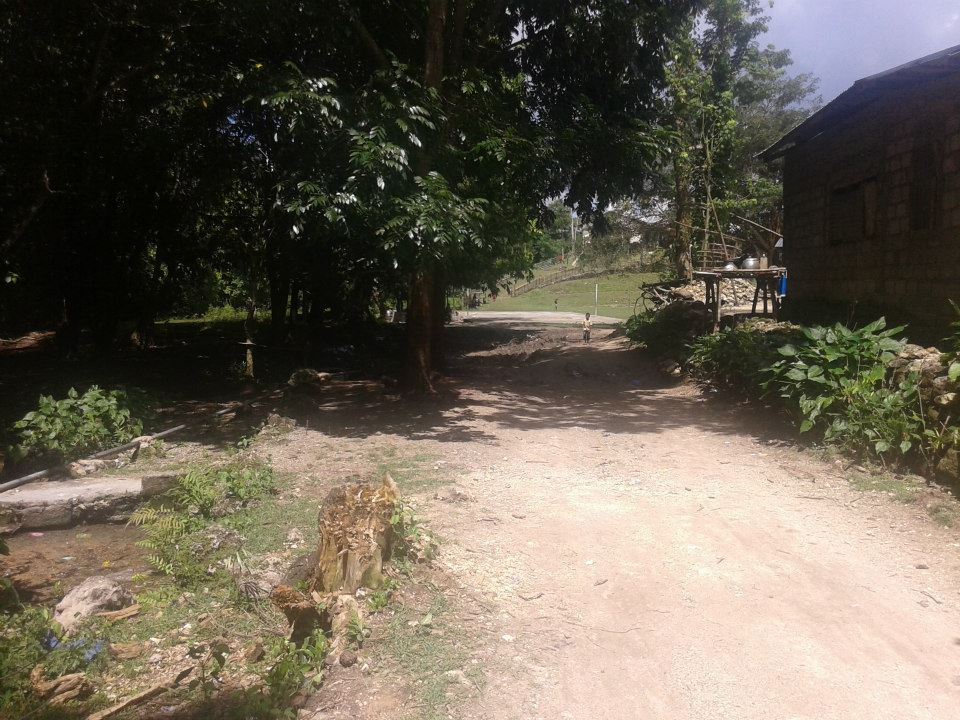
Straße durch eine Siedlung
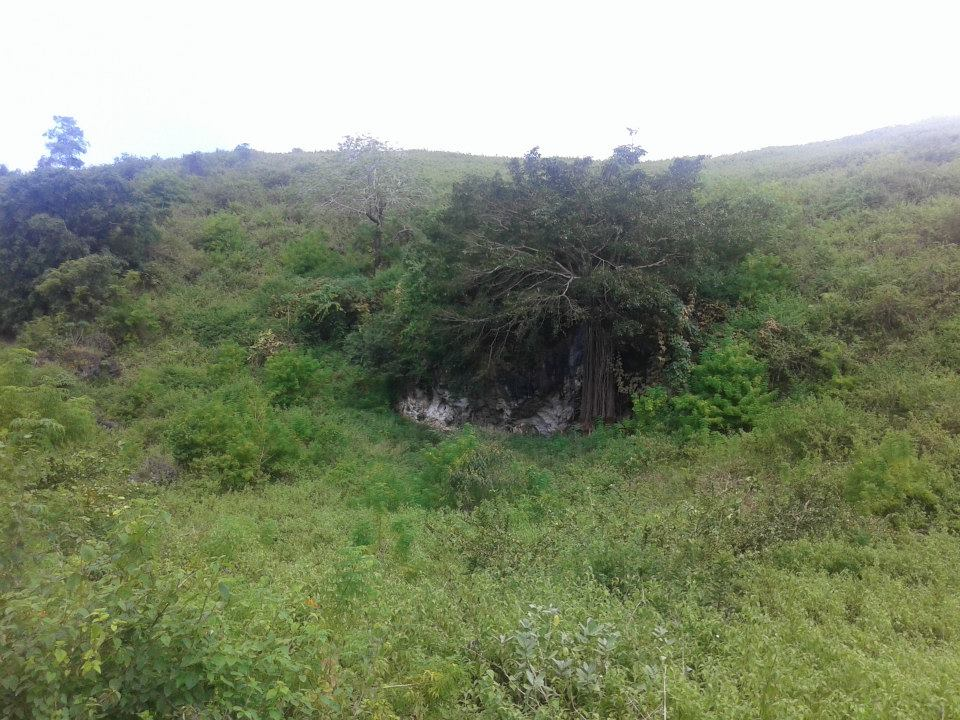
Höhle und heiliger Baum
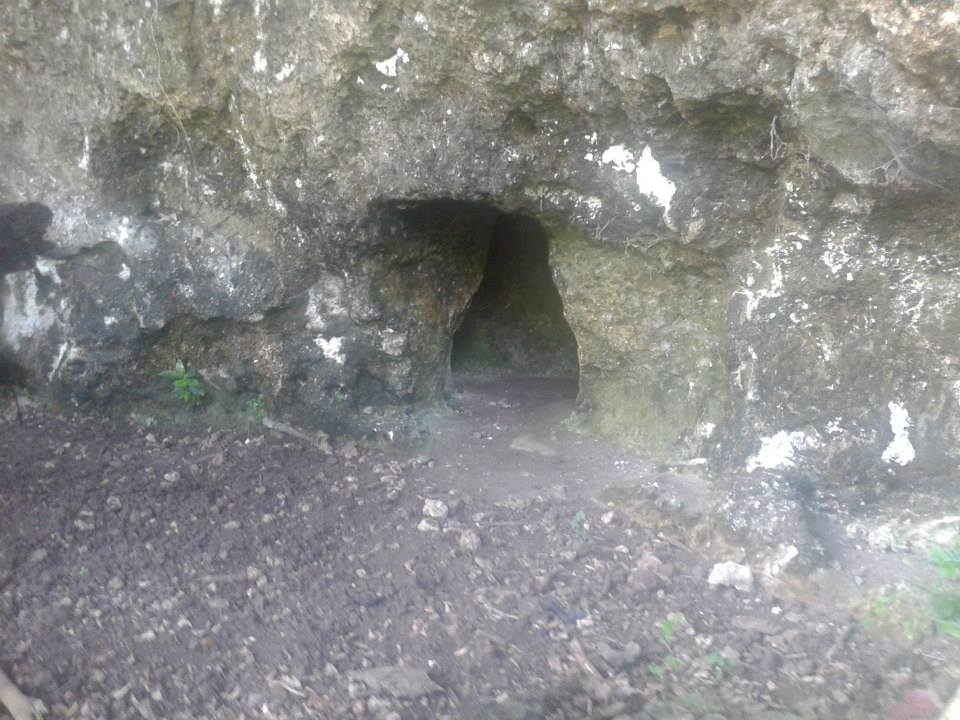
Höhle am Heiligen Baum

## Einwohner

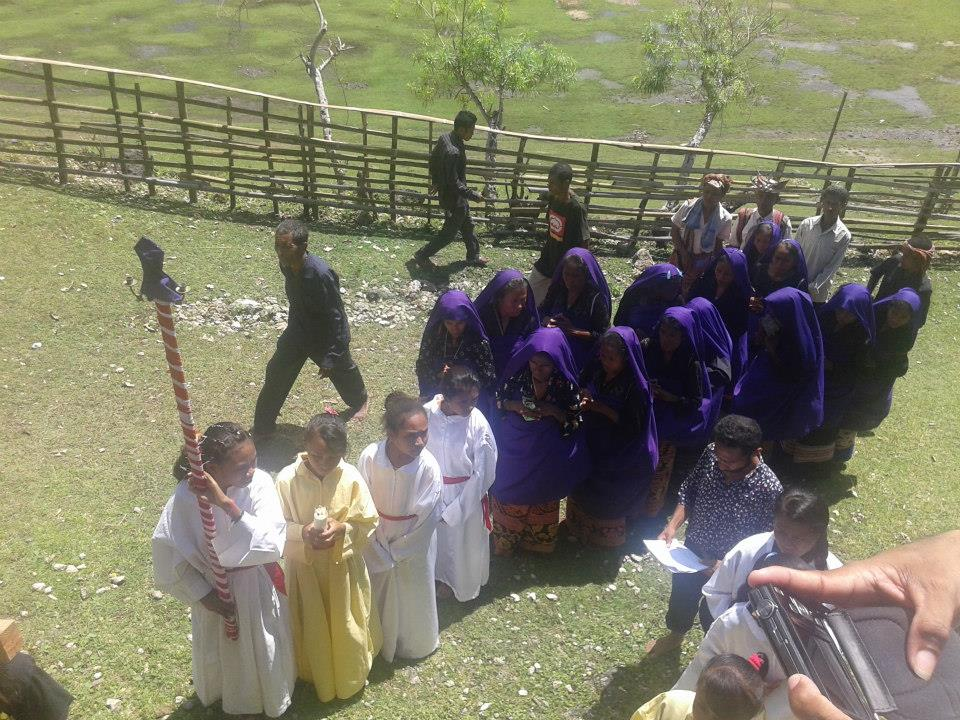
Karfreitagsprozession in Leohito

Im Suco leben 3.611 Einwohner (2022), davon sind 1.878 Männer und 1.733 Frauen. Im Suco gibt es 869 Haushalte. Über 75 % der Einwohner geben Bekais als ihre Muttersprache an. Über 10 % sprechen Kemak, etwa 5 % Tetum Terik und kleine Minderheiten Tetum Prasa und Baikeno. Diese Sprachen werden auch jenseits der Grenze im indonesischen Westtimor gesprochen.

## Geschichte

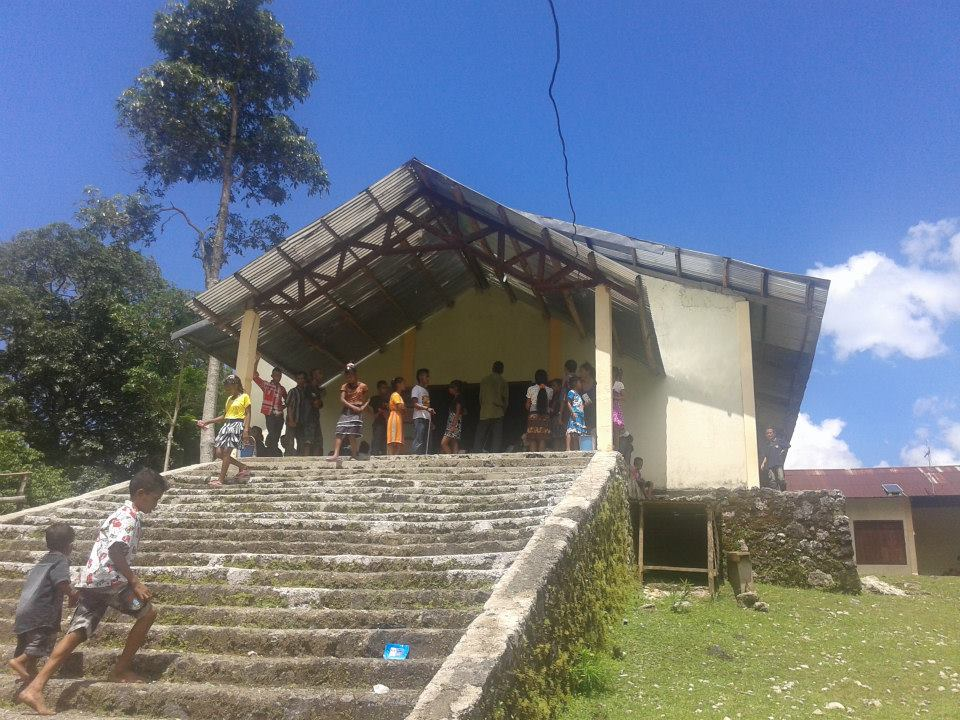
Kirche von Leohito

Das Reich von Leohito nahm als Mitglied des Camenaça-Pakts an der Cailaco-Rebellion ab 1719 gegen die Portugiesen teil. Infolge der Rebellion verlagerten die Portugiesen ihre koloniale Hauptstadt von Lifau im Westen der Insel nach Dili im Osten.
Am 16. Oktober 1975 besetzen indonesische Einheiten Leohito.
Im Januar 2012 griffen Katholiken in Leohito die Anhänger einer „neuen Religion“ an. Folge waren 17 Verletzte. Angeblich hatte die andere Gruppe zuvor Priester und Nonnen beleidigt.

## Politik
Bei den Wahlen von 2004/2005 wurde Andre Mali Maia zum Chefe de Suco gewählt. Bei den Wahlen 2009 gewann António Martins Pereira, 2016 Benzamin Maia. und 2023 Santina da Silva.